# Ситроникс
АО «Ситро́никс» (Sitronics Group) — многопрофильная российская ИТ-компания. Sitronics Group специализируется на цифровой трансформации стратегических отраслей экономики России. Компания обладает большим опытом в разных областях: от производства собственного ИТ-оборудования до разработки и внедрения комплексных решений в области интернета вещей (IoT) и программного обеспечения.
В 2008 году признана крупнейшей в России компанией высоких технологий в рейтинге «Эксперт 400». По итогам 2010 года заняла по объёму выручки 97 место в рейтинге ста крупнейших высокотехнологичных компаний мира (1 место среди компаний Восточной Европы), формируемом аналитической группой «ТАСС-Телеком».
Основной акционер компании — АФК «Система».
Главный офис компании расположен в Москве. География бизнеса охватывает 13 регионов России.

## История
Концерн «Ситроникс» был основан в Зеленограде в мае 1997 года как ОАО «Концерн „Научный центр“», который объединил в себя зеленоградские предприятия, принадлежащие АФК «Система». Впоследствии в него вошли ещё несколько предприятий из других регионов России. В связи с таким расширением 12 января 2005 года концерн объявил о переносе штаб-квартиры из Зеленограда в Москву, а 14 ноября 2005 года был переименован в Концерн «Ситроникс».
На потребительском рынке компания была известна как производитель аудио- и видеотехники, плазменных панелей, мониторов, компьютеров, кухонной техники и мобильных телефонов. В 2004 году компания приобрела российского сборщика и дистрибьютора компьютеров — компанию «Клондайк Компьютерс». С конца 2006 — начала 2007 года концерн «Ситроникс» в рамках реорганизации направления «Потребительская электроника» прекратил производство мелкой бытовой техники, компьютеров, автомагнитол, ЭЛТ-телевизоров, оставив в данном сегменте лишь LCD-телевизоры, приставки для платного телевидения, DVD-плееры, мобильные телефоны, mp3-плееры и Hi-End акустические системы. В октябре 2008 года руководством Компании было принято решение о прекращении выпуска потребительской техники и бытовой электроники под брендом Sitronics в России.
В апреле 2006 года «Ситроникс» и компания Siemens AG подписали соглашение о создании совместного предприятия «Центр инновационных разработок». Основные задачи СП — исследования и разработки в области систем безопасности. Предполагается использовать продукцию для охраны зданий, создания систем видеонаблюдения, противопожарной защиты и оптимизации парковки автомобилей.
14 июня 2007 года компания объявила об открытии «дочерней» компании «SITRONICS Telecom Solutions Pakistan» в городе Лахор, Пакистан.
27 декабря 2007 года инвестиционная комиссия при Правительстве России приняла решение о выделении из Инвестиционного фонда России 26,9 млрд руб. на строительство новой фабрики по производству микросхем по технологии 0,045-0,065 мкм. Общая стоимость проекта, который будет реализовывать компания, составит 58 млрд руб. «Ситроникс» получит в собственность 51 %, а государство — 49 %.
В 2010 году компания начала поставлять SIM-карты для трех крупнейших операторов мобильной связи в России, заняв 60% рынка России и СНГ.
В 2012 году «Ситроникс» провела делистинг акций с Лондонской фондовой биржи.
В 2018 году к компании присоединилось АО «Интеллект Телеком»
В 2019 году подписано соглашение с «Русатом Инфраструктурные решения» о развитии цифровой индустрии городов. В качестве перспективных направлений сотрудничества обозначены внедрение элементов «Умного города», создание технологической инфраструктуры и центров обработки данных (ЦОД) на основе государственно-частного партнерства.

### Слияния и поглощения
В июне 2006 года «Ситроникс» приобрёл 51 % греческого производителя телекоммуникационного оборудования Intracom Telecom за 120 млн евро. Оборот Intracom Telecom в 2005 году составлял 280 млн евро ($334,8 млн).
В 2006 году концерн «Ситроникс» приобрёл 51 % акции компании ЗАО «Восточный Ветер».
В марте 2009 года бывший президент концерна Евгений Уткин выкупил за $50 млн бренд «Квазар-Микро» и бизнес по дистрибуции компьютерного оборудования в России, странах СНГ и Прибалтики, а также в Венгрии и Чехии.
В 2018 году «Ситроникс» стала 100% акционером АО «Концэл». Основная деятельность — утилизация отсортированных материалов, в рамках которого реализуется проект Рециклинг, который позволяет перерабатывать отходы и вторично запускать его в производственный цикл. Также АО «Концэл» осуществляет деятельность по аренде и управлению собственным или арендованным недвижимым имуществом.
В 2020 году группой компаний было приобретено 100% акций АО «Энвижн груп», специализирующегося на создании кастомизированных сквозных решений для телекоммуникационного сектора. АО «Энвижн Груп» обладает наивысшими партнерскими статусами крупнейших мировых вендоров. В частности, наивысшим статусом Microsoft уровня Gold по трем компетенциям: Collaboration and Content, Cloud Platform, Datacenter, DELL-EMS TITANIUM, ORACLE Platinum Partner, Platinum Лаборатории Касперского и топ-статусами: Cisco Gold Partner, HITACHI Gold Partner, Silver NetApp, Партнер 1С.
В 2021 году «Ситроникс» приобретает Sitronics KT. Компания занимается цифровизацией морской транспортно-логистической отрасли и судоходства. Sitronics KT стала одним из первых разработчиком в мире, продемонстрировавшим Международной Морской Организации (IMO) комплекс технологий автономной навигации (а-Навигация) в реальных условиях, а также успешно реализует проект по разработке «е-Навигации» — единого информационного пространства для взаимодействия всех участников рынка услуг морской логистики.
В 2021 году Sitronics Group приобрела 71,06% российского производителя нано- и микроспутников «Спутникс». «Спутникс» специализируется на производстве спутников массой от 1 кг до 200 кг.
В 2021 году в компании прошел ребрендинг. Все предприятия объединены под единым брендом Sitronics Group.

## Собственники и руководство

### IPO
До IPO акционерами «Ситроникса» являлись АФК «Система» (94,5 % акций), немецкая NED Electronic (2,5 %) и менеджмент предприятия (3 %). 7 февраля 2007 года было произведено первичное размещение акций (IPO) компании. Размещение проходило на Лондонской фондовой бирже (GDR), на Фондовой бирже РТС и Московской фондовой бирже (обыкновенные акции). Организатором размещения выступили банки Credit Suisse, Goldman Sachs и ИК «Ренессанс Капитал». Планировалось разместить до 20 % акций при оценке капитализации примерно от $2,5 млрд до $3 млрд что составило бы $500-550 млн. В ходе IPO было привлечено $356,5 млн. Капитализация компании по итогам IPO составила около $2,3 млрд.

### Выкуп РТИ
На май 2011 года акционерами ПАО «Ситроникс» были: АФК «Система» (63,97 % акций), менеджмент компании (7,33 %), компания Melrose Holdings S.A., принадлежащая бывшему президенту компании Евгению Уткину (3,07 %), иные физические лица (7,38 %). Ещё 17,82 % акций «Ситроникса» торговались в виде глобальных депозитарных расписок (GDR) на Лондонской фондовой бирже.
В июле 2011 года в рамках своей реорганизации, АФК «Система» продала принадлежавшие ей 63,074 % акций своей дочерней компании ПАО «РТИ» за $111 млн. 24 февраля 2012 года РТИ направила в Федеральную службу по финансовым рынкам (ФСФР) оферту о выкупе акций и GDR ПАО «Ситроникс», находившихся в свободном обращении, и к 8 июня ей удалось выкупить 36,41 % акций «Ситроникса», увеличив свою долю до 99,48 %. 26 июня 2012 года, в соответствии с российским законодательством, компания РТИ инициировала процедуру принудительного выкупа оставшихся 0,52 % GDR. 23 августа 100 % уставного капитала ПАО «Ситроникс» было консолидировано данной компанией, его акции прошли процедуру делистинга с Лондонской фондовой биржи.

### Руководство
Председатель совета директоров — Алексей Катков. Президент — Николай Пожидаев (с июля 2020 года), ранее занимавший пост финансового директора ПАО «Московская городская телефонная сеть» и директора по финансам Москвы ПАО «МТС».

## Деятельность
Sitronics Group занимается цифровизацией стратегических отраслей экономики, включая судоходство и морскую навигацию, внедрением комплексных решений для умного города и безопасности, а также разработкой IoT-систем и программного обеспечения.
Одним из приоритетных направлений деятельности Sitronics Group является производство собственного IT-оборудования. Компания запустила серийное производство серверов отечественного производства под собственной торговой маркой. Также компания создает зарядную инфраструктуру для электротранспорта по всей России. Компания обладает современной ИТ платформой по мониторингу и управлению оборудованием, включая зарядные станции, которые успешно зарекомендовали себя на рынке зарядных услуг.

### Показатели деятельности
Численность персонала компании, по собственным данным, составляет свыше 1,5 тысячи человек. Суммарные активы за 2006 год составили — $1,65 млрд, что почти в 3 раза больше, чем в 2005 году.
Капитальные затраты компании «Ситроникс» в 2006 году выросли на 85 % — до $87,8 млн, а в 2007 году компания собиралась довести их до $150 млн.
| Год  | Выручка, $ млн | Операционная прибыль, $ млн | Чистая прибыль, $ млн |
| ---- | -------------- | --------------------------- | --------------------- |
| 2004 | 488            | 40                          | 19,1                  |
| 2005 | 955            | 143                         | 70,1                  |
| 2006 | 1 610          | 128,2                       | н/д                   |
| 2007 | 1 620          | н/д                         | -233,9                |
| 2008 | 2 000          | н/д                         | -53,9                 |

Консолидированная выручка компании по US GAAP за 2009 год составила $1,024 млрд (за 2008 год — $1,401 млрд), чистый убыток — $119,3 млн (за 2008 год чистый убыток $53,9 млн).
В 2024 году финансовые показатели холдинга резко снизились - чистая прибыль группы упала на 99,5 % с 1 млрд руб. (2023) до 5 млн руб., выручка сократилась на 40 %, до 9,3 млрд руб..